# Уэлч, Гиллиан
Ги́ллиан Уэ́лч (Gillian Welch; 2 октября 1967) — американская певица, автор-исполнитель, чей музыкальный стиль сочетает в себе блюграсс, кантри и фолк. Она выступает со своим спутником жизни, гитаристом Дэвидом Ролингзом.
Уэлч выпустила пять альбомов, высоко оценённых критиками. Дебютная пластинка 1996 года Revival и Time (The Revelator) 2001 года были номинированы на «Грэмми». Альбом 2003 года Soul Journey привнёс в её наследие более жизнерадостное звучание с электрогитарами и ударными. В 2011 году после 8-летнего перерыва она выпустила пятый студийный альбом The Harrow & The Harvest.
Уэлч была помощником музыкального продюсера и исполнила две песни для саундтрека к фильму «О, где же ты, брат?»; на родине певицы альбом с этой музыкой получил дважды платиновый сертификат и премию «Грэмми» в номинации «Альбом года». Она сотрудничала с такими музыкантами, как Элисон Краусс, Райан Адамс, Джей Фаррар, Эммилу Харрис, The Decemberists и Ани Дифранко.

## Дискография
- Revival (1996)
- Hell Among the Yearlings (1998)
- Time (The Revelator) (2001)
- Soul Journey (2003)
- The Harrow & the Harvest (2011)
- All the Good Times (Are Past & Gone) (w/David Rawlings) (2020)

## Награды и номинации
| Год  | Ассоциация                           | Категория                                  | Номинированная работа                                                 | Результат                        |
| ---- | ------------------------------------ | ------------------------------------------ | --------------------------------------------------------------------- | -------------------------------- |
| 1997 | «Грэмми»                             | Best Contemporary Folk Album               | Revival                                                               | Номинация                        |
| 2001 | International Bluegrass Music Awards | Gospel Recorded Performance of the Year    | «I'll Fly Away» (с Alison Krauss)                                     | Победа                           |
| 2001 | International Bluegrass Music Awards | Recorded Event of the Year                 | Clinch Mountain Sweethearts (с Ralph Stanley и разными музыкантами)   | Победа                           |
| 2001 | International Bluegrass Music Awards | Album of the Year                          | O Brother, Where Art Thou? (с разными музыкантами)                    | Победа                           |
| 2001 | Academy of Country Music Awards      | Album of the Year                          | O Brother, Where Art Thou? (с разными музыкантами)                    | Победа                           |
| 2001 | Country Music Association Awards     | Album of the Year                          | O Brother, Where Art Thou? (с разными музыкантами)                    | Победа                           |
| 2001 | Country Music Association Awards     | Vocal Event of the Year                    | «Didn’t Leave Nobody But The Baby» (с Alison Krauss и Emmylou Harris) | Номинация                        |
| 2001 | Country Music Association Awards     | Vocal Event of the Year                    | «I'll Fly Away» (с Alison Krauss)                                     | Номинация                        |
| 2002 | «Грэмми»                             | Album of the Year                          | O Brother, Where Art Thou? (с разными музыкантами)                    | Победа                           |
| 2002 | «Грэмми»                             | Best Country Collaboration with Vocals     | «Didn’t Leave Nobody But The Baby» (с Alison Krauss и Emmylou Harris) | Номинация                        |
| 2002 | «Грэмми»                             | Best Contemporary Folk Album               | Time (The Revelator)                                                  | Номинация                        |
| 2002 | Americana Music Honors & Awards      | Album of the Year                          | Time (The Revelator)                                                  | Номинация                        |
| 2002 | Americana Music Honors & Awards      | Song of the Year                           | «I Want To Sing That Rock & Roll» (с David Rawlings)                  | Номинация                        |
| 2002 | Americana Music Honors & Awards      | Artist of the Year                         | Гиллиан Уэлч и David Rawlings                                         | Номинация                        |
| 2002 | International Bluegrass Music Awards | Album of the Year                          | Down from the Mountain (с разными музыкантами)                        | Победа                           |
| 2012 | Americana Music Honors & Awards      | Artist of the Year                         | Гиллиан Уэлч                                                          | Победа                           |
| 2012 | «Грэмми»                             | Best Folk Album                            | The Harrow & the Harvest (с David Rawlings)                           | Номинация                        |
| 2015 | Americana Music Honors & Awards      | Lifetime Achievement Award for Songwriting | Gillian Welch и David Rawlings                                        | Победа                           |
| 2018 | «Грэмми»                             | Best American Roots Song                   | «Cumberland Gap» (с David Rawlings)                                   | Номинация Thomas Wolfe Prize won |
| 2019 | Оскар                                | Best Original Song                         | «When a Cowboy Trades His Spurs for Wings» (с David Rawlings)         | Номинация                        |
| 2021 | «Грэмми»                             | Best Folk Album                            | All the Good Times (Are Past & Gone) (с David Rawlings)               | Победа                           |